# Gustac (Kornat)
Gustac je nenaseljeni otočić u hrvatskom dijelu Jadranskog mora. Nalazi se u sredini Kornatskog kanala, između Kornata i Piškere.Visok je 45 metara. Na jugozapadnoj strani otoka je jama s pitkom vodom, a na sjeveroistočnoj strani uvala Bok s plažom od oblutaka. Pripada maloj otočnoj skupini Kalafatima.
Njegova površina iznosi 0,284 km². Dužina obalne crte iznosi 2,31 km.